# 赵磊 (裁判员)
趙磊，中国跆拳道裁判员、運動官員，2010年亞運會跆拳道比賽技術代表，曾任中華人民共和國國家體育總局拳擊跆拳道運動管理中心副主任。

## 簡歷
1996年，获得世界跆拳道联合會国际裁判资格，曾擔任2000年悉尼奥运、2004年雅典奧運及2008年北京奧運的跆拳道比賽裁判。
2004年11月30日，时任中国跆拳道协会秘書長的赵磊当选亚洲跆拳道联盟执行委員。亚跆联执委会是亚跆联的最高管理领导组织，当时该执委会是由包括赵磊在内的亚洲各国和地区的13位跆拳道专家组成。赵磊当时同时还担任亚洲跆拳道联盟技术委员会的副主席及世界跆拳道联盟的裁判委员。2009年4月6日，时任中国跆拳道协会副主席兼秘書長的赵磊被世界跆拳道联合會任命为世跆联的裁判委员会副主席。

## 廣州亞運會爭議事件
趙磊被台灣認為是2010年廣州亞運電子襪判罰爭議之中的關鍵性人物之一。他担任跆拳道賽務的職位。爭議發生後，被台灣一些媒体报道为該量級金牌得主吳靜鈺的恩師，進而被一些台灣的媒體及網民認為他是此事件的幕後黑手。
對於台灣方面產生的陰謀論，中國國台辦發言人范麗青在記者會時予以澄清，趙磊並不是跆拳道教練，他和吳靜鈺之間也不存在所謂的師徒關係。因为不少在2009年之前中國大陸的報導指出，时任国家体育总局重竞技运动管理中心跆拳道部部长的赵磊趙磊在國內評比和選拔國際賽時，多次對吳靜鈺跆拳道的天賦表示讚賞，兩人關係十分要好，這也讓一些台灣人始終未改變其协助吴静钰夺冠而陷害杨淑君的陰謀論。

## 收賄案
2011年十月下旬，媒体报道赵磊中国警方带走协助调查，一些媒体猜测是因涉嫌經濟问题。
2015年1月4日，因為河南體育局長在法院作證，指稱曾將30萬元人民幣分2次給趙磊，讓河南省在全運會上奪得金牌。法院一審判決，趙磊接受請託收受錢款，符合受賄罪的犯罪構成要件，判處趙磊有期徒刑10年，沒收賄款30萬元。

## 曾任職務
- 世界跆拳道聯合會執行理事会理事[12]
- 亞洲跆拳道聯盟執行委員會委員（2004年－）
- 亚洲跆拳道联盟技术委员会副主席
- 中國跆拳道協會副主席